# 上海慕情/情熱ナミダ
『上海慕情/情熱ナミダ』は、近藤真彦の45作目のシングル。
2007年1月24日発売。発売元はソニー・ミュージックレコーズ。

## 概要
久々の筒美京平作曲作品。

## 収録曲
全作曲：筒美京平
1. 上海慕情　[4:45] 
作詞：H.U.B、編曲：石塚知生
2. 情熱ナミダ　[3:37] 
作詞：西寺郷太、編曲：CHOKKAKU
3. 上海慕情 -オリジナル・カラオケ-　[4:43]